# Gaogang
Gaogang (chinesisch 高港区, Pinyin Gāogǎng Qū) ist ein chinesischer Stadtbezirk der bezirksfreien Stadt Taizhou in der Provinz Jiangsu. Er hat eine Fläche von 301,7 km² und zählt 283.807 Einwohner (Stand: Zensus 2010). Regierungssitz ist das Straßenviertel Kou’an (口岸街道).

## Administrative Gliederung
Auf Gemeindeebene setzt sich der Stadtbezirk aus drei Straßenvierteln und drei Großgemeinden zusammen. 